# Maechidius simplex
Maechidius simplex är en skalbaggsart som beskrevs av Frey 1969. Maechidius simplex ingår i släktet Maechidius och familjen Melolonthidae. Inga underarter finns listade i Catalogue of Life.